# リボ核タンパク質
リボ核タンパク質またはリボヌクレオタンパク質(Ribonucleoprotein、RNP)は、RNAを含む核タンパク質、即ちリボ核酸とタンパク質の複合体である。例としてはリボソームやテロメラーゼ、ヴォールト、リボヌクレアーゼP、hnRNP、snRNP等があり、mRNA前駆体スプライシング（スプライソソーム）と関わっていたり、核小体の主要構成成分の1つとなる。'RNP'は、転写後調節に関与する細胞間のリボ核タンパク質粒子のことも意味する。
snRNP内のRNPは、RNA結合タンパク質にRNA結合モチーフを持つ。このモチーフの芳香族アミノ酸残基がRNAと相互作用する。RNA結合タンパク質のヘリックス部分のリシン残基が核酸との結合を安定化する。この核酸結合は、正の電荷を持つリシンの側鎖と負の電荷を持つ核酸のリン酸骨格の間の静電相互作用によって強められる。
RNPは、A型インフルエンザウイルスの複製において重要な役割を果たす。ウイルスのRNAは、RNPと結合したRNAポリメラーゼによってmRNAに転写される。

## 抗RNP抗体
抗RNP抗体は、混合性結合組織病に関連する自己抗体であり、またエリテマトーデスの患者の40%近くからも検出されている。SS-A (Ro)とSS-B (La)の2種類の抗RNP抗体は、シェーグレン症候群と密接に関係している。